# Clavatula filograna
Clavatula filograna is een slakkensoort uit de familie van de Clavatulidae. De wetenschappelijke naam van de soort is voor het eerst geldig gepubliceerd in 1923 door Odhner.